# Tuffi ai Giochi della XVI Olimpiade - Piattaforma maschile
La competizione della piattaforma maschile  di tuffi ai Giochi della XVI Olimpiade si è svolta nei giorni 5 e 6 dicembre 1956 allo stadio del nuoto di Melbourne.

## Programma
| Data       | Round          | Note                                                          |
| ---------- | -------------- | ------------------------------------------------------------- |
| 5 dicembre | Qualificazioni | 6 tuffi liberi. I migliori 12 in finale.                      |
| 6 dicembre | Finale         | 4 tuffi liberi (si riporta il punteggio della qualificazione) |

## Risultati

### Qualificazioni
| Pos. | Atleta          | Nazione          | Punteggio singoli tuffi | Punteggio singoli tuffi | Punteggio singoli tuffi | Punteggio singoli tuffi | Punteggio singoli tuffi | Punteggio singoli tuffi | Totale |
| Pos. | Atleta          | Nazione          | 1º                      | 2º                      | 3º                      | 4º                      | 5º                      | 6º                      | Totale |
| ---- | --------------- | ---------------- | ----------------------- | ----------------------- | ----------------------- | ----------------------- | ----------------------- | ----------------------- | ------ |
| 1    | Richard Connor  | Stati Uniti      | 10,50                   | 11,39                   | 13,11                   | 14,04                   | 11,52                   | 19,68                   | 80,24  |
| 2    | Joaquín Capilla | Messico          | 10,20                   | 11,73                   | 12,92                   | 14,04                   | 15,30                   | 14,49                   | 78,68  |
| 3    | József Gerlach  | Ungheria         | 12,78                   | 9,12                    | 13,68                   | 14,63                   | 14,76                   | 12,80                   | 77,77  |
| 4    | Gary Tobian     | Stati Uniti      | 10,05                   | 11,68                   | 10,26                   | 14,63                   | 11,52                   | 18,63                   | 76,77  |
| 5    | Roman Brener    | Unione Sovietica | 11,20                   | 11,97                   | 9,36                    | 13,86                   | 12,00                   | 18,17                   | 76,56  |
| 6    | Willie Farrell  | Stati Uniti      | 10,20                   | 10,20                   | 12,42                   | 13,11                   | 13,50                   | 15,64                   | 75,07  |
| 7    | Alberto Capilla | Messico          | 10,65                   | 10,71                   | 10,98                   | 12,60                   | 13,14                   | 16,10                   | 74,18  |
| 8    | Mikhail Chachba | Unione Sovietica | 11,20                   | 11,70                   | 11,40                   | 11,88                   | 14,44                   | 12,40                   | 73,02  |
| 9    | Ferenc Siák     | Ungheria         | 10,08                   | 11,34                   | 10,40                   | 13,49                   | 10,98                   | 16,56                   | 72,85  |
| 10   | Yutaka Baba     | Giappone         | 11,88                   | 12,92                   | 12,40                   | 9,80                    | 11,34                   | 12,42                   | 70,76  |
| 11   | Ryo Mabuchi     | Giappone         | 11,52                   | 12,40                   | 9,44                    | 12,96                   | 12,39                   | 11,05                   | 69,76  |
| 12   | Juan Botella    | Messico          | 10,20                   | 10,71                   | 10,88                   | 7,00                    | 14,04                   | 16,56                   | 69,39  |
| 13   | Gennadij Galkin | Unione Sovietica | 10,26                   | 8,10                    | 15,87                   | 11,04                   | 11,68                   | 11,97                   | 68,92  |
| 14   | David Tarsey    | Gran Bretagna    | 9,92                    | 10,83                   | 11,16                   | 11,52                   | 10,88                   | 14,03                   | 68,34  |
| 15   | Bill Patrick    | Canada           | 8,85                    | 11,22                   | 9,90                    | 11,16                   | 10,98                   | 15,60                   | 67,71  |
| 16   | Helge Vasenius  | Finlandia        | 10,24                   | 9,18                    | 12,19                   | 13,30                   | 12,60                   | 9,12                    | 66,63  |
| 17   | Frank Murphy    | Australia        | 10,44                   | 12,19                   | 11,59                   | 10,20                   | 11,16                   | 10,71                   | 66,29  |
| 18   | William Tully   | Australia        | 10,98                   | 8,84                    | 9,12                    | 12,35                   | 11,00                   | 13,20                   | 65,49  |
| 19   | Günther Mund    | Cile             | 4,64                    | 9,92                    | 10,98                   | 9,69                    | 12,60                   | 15,18                   | 63,01  |
| 20   | Roy Walsh       | Gran Bretagna    | 9,86                    | 9,88                    | 8,96                    | 11,70                   | 10,88                   | 11,28                   | 62,56  |
| 21   | Raymond Cann    | Gran Bretagna    | 10,08                   | 9,88                    | 9,12                    | 11,34                   | 5,40                    | 14,26                   | 60,08  |
| 22   | Barry Holmes    | Australia        | 12,76                   | 7,82                    | 9,35                    | 10,98                   | 8,70                    | 8,40                    | 58,01  |

### Finale
| Pos.    | Atleta          | Nazione          | Qualificazione | Punteggio singoli tuffi | Punteggio singoli tuffi | Punteggio singoli tuffi | Punteggio singoli tuffi | Totale |
| Pos.    | Atleta          | Nazione          | Qualificazione | 1º                      | 2º                      | 3º                      | 4º                      | Totale |
| ------- | --------------- | ---------------- | -------------- | ----------------------- | ----------------------- | ----------------------- | ----------------------- | ------ |
| Oro     | Joaquín Capilla | Messico          | 78,68          | 16,79                   | 16,75                   | 18,90                   | 21,32                   | 152,44 |
| Argento | Gary Tobian     | Stati Uniti      | 76,77          | 18,00                   | 18,90                   | 18,98                   | 19,76                   | 152,41 |
| Bronzo  | Richard Connor  | Stati Uniti      | 80,24          | 16,56                   | 16,33                   | 16,90                   | 19,76                   | 149,79 |
| 4       | József Gerlach  | Ungheria         | 77,77          | 16,06                   | 18,24                   | 17,68                   | 19,50                   | 149,25 |
| 5       | Roman Brener    | Unione Sovietica | 76,56          | 13,23                   | 19,24                   | 15,75                   | 18,17                   | 142,95 |
| 6       | Willie Farrell  | Stati Uniti      | 75,07          | 14,72                   | 13,50                   | 19,71                   | 16,12                   | 139,12 |
| 7       | Ferenc Siák     | Ungheria         | 72,85          | 15,18                   | 14,40                   | 18,20                   | 18,20                   | 138,83 |
| 8       | Mikhail Chachba | Unione Sovietica | 73,02          | 16,08                   | 14,82                   | 15,86                   | 14,74                   | 134,52 |
| 9       | Alberto Capilla | Messico          | 74,18          | 15,62                   | 15,12                   | 13,78                   | 14,04                   | 132,74 |
| 10      | Juan Botella    | Messico          | 69,39          | 12,96                   | 10,34                   | 14,56                   | 18,20                   | 125,45 |
| 11      | Yutaka Baba     | Giappone         | 70,76          | 14,52                   | 14,03                   | 13,20                   | 11,18                   | 123,69 |
| 12      | Ryo Mabuchi     | Giappone         | 69,76          | 13,86                   | 12,19                   | 11,28                   | 13,11                   | 120,20 |